# Palaeohyphantes simplicipalpis
Palaeohyphantes simplicipalpis là một loài nhện trong họ Linyphiidae.
Loài này thuộc chi Palaeohyphantes. Palaeohyphantes simplicipalpis được Jörg Wunderlich miêu tả năm 1976.